# Roupie indienne
Cette page contient des caractères spéciaux ou non latins. S’ils s’affichent mal (▯, ?, etc.), consultez la page d’aide Unicode.
Pour les articles homonymes, voir Roupie.
La roupie indienne (en hindi : रुपया ; en anglais : rupee ; symbole monétaire : ₹ ; code ISO : INR) est la monnaie officielle de l'Inde depuis 1947. Elle se divise en 100 paises (पैसा (paisā)).

## Historique de la roupie

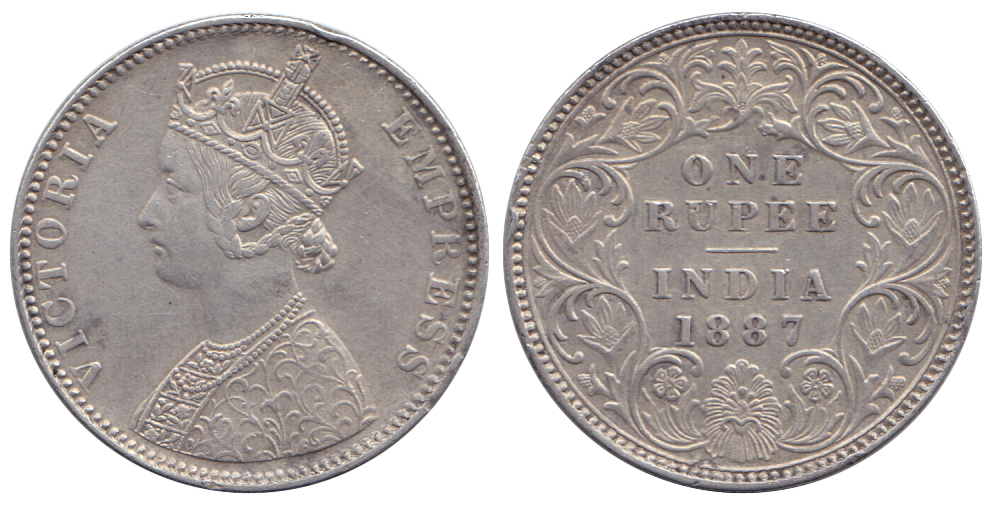
Roupie, 1887 - Raj britannique, la reine Victoria. Argent.

Le mot transcrit du sanscrit rūpyarūpa (rūpa = morceau et rūpya = argent métal) est mentionné par Chanakya dans l'Arthashastra dès le VIe siècle avant notre ère. Cette monnaie est l'une des trois plus anciennes au monde, avec les anciennes monnaies chinoises et la statère de Lydie.
Les premières roupies modernes, prenant la forme d'une grosse pièce en argent pesant 11,58 grammes (178 grains), apparaissent au XVIe siècle sous Sher Shah Suri, fondateur de l'empire suri dans le nord de l'Inde. Adoptée par l'Empire moghol, elle devient ensuite l'unité comptable principale de la Compagnie britannique des Indes orientales puis, à partir de 1858, du Raj britannique : la roupie d'argent pèse exactement le même poids que deux siècles plus tôt. Un multiple de la roupie est frappé en or, le mohur valant 15 roupies. D'autres multiples en or sont également frappés, comme la pagode.
Avec la fin du Raj britannique, l'Inde proclame son indépendance le 15 août 1947 : la roupie conserve l'ancien système divisionnaire, à savoir qu'une roupie valait 16 annas ou 64 paises ou 192 païs (en). La roupie reste quelques années amarrée à la livre sterling.
En 1957, l'Inde adopte la décimalisation de sa monnaie, une roupie vaut désormais 100 paises.

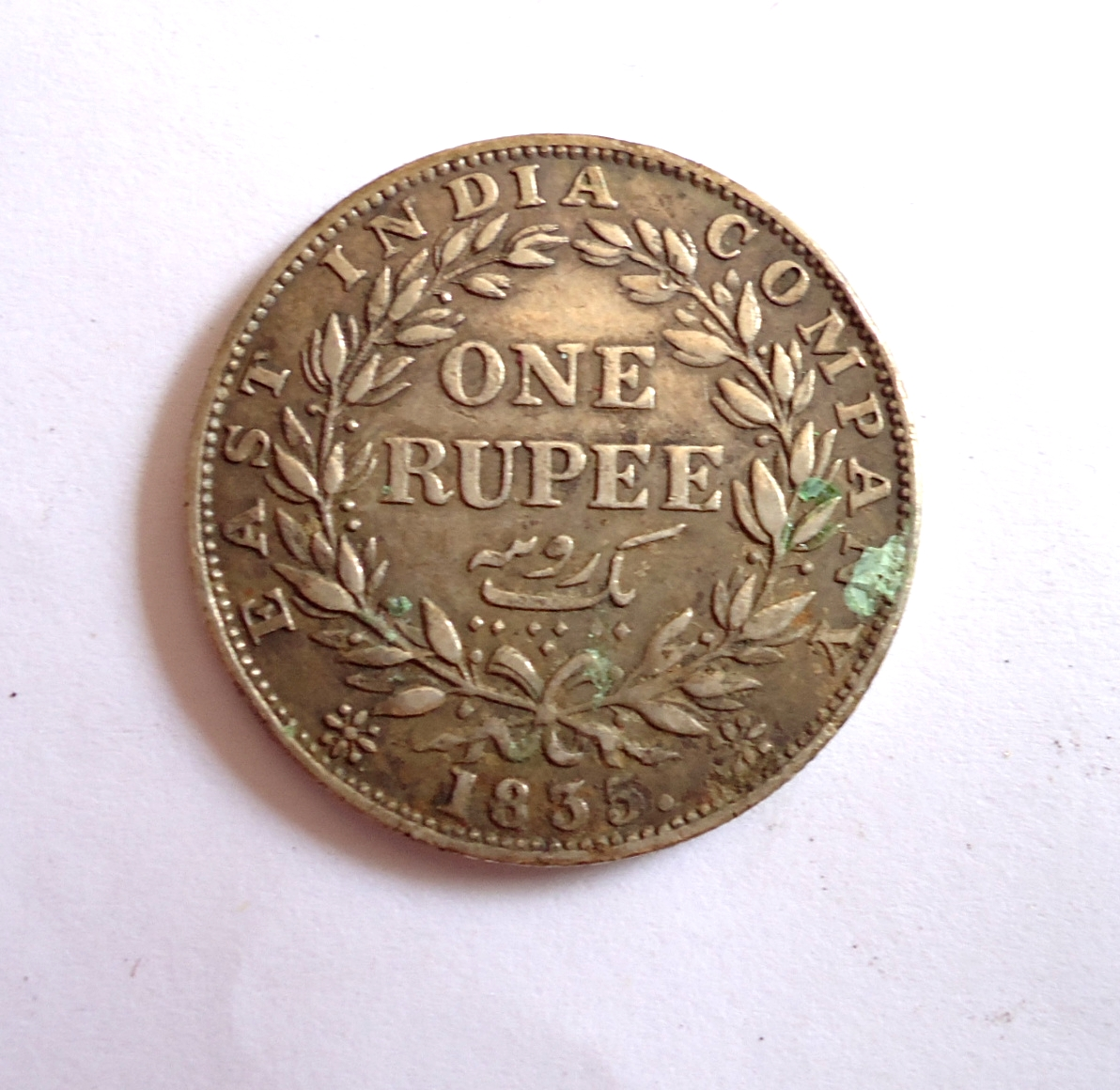
Pièce de 1 roupie (1835) de l'East India Company
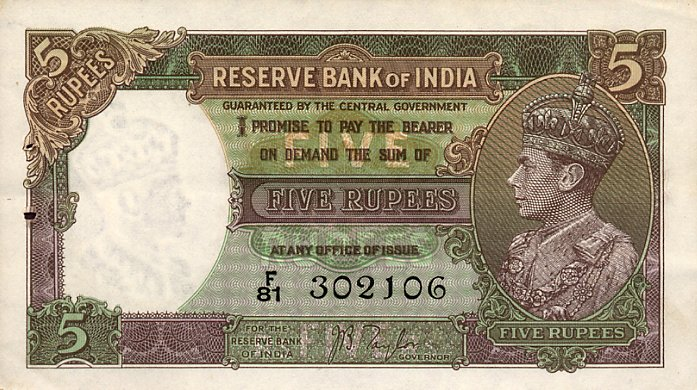
Billet de 5 roupies représentant George VI du Royaume-Uni en empereur de l'Inde (1937-43)
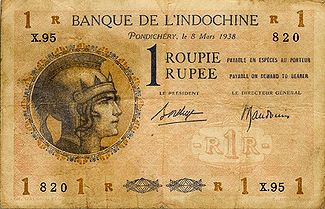
Billet de 1 roupie de l'Inde française (1938)
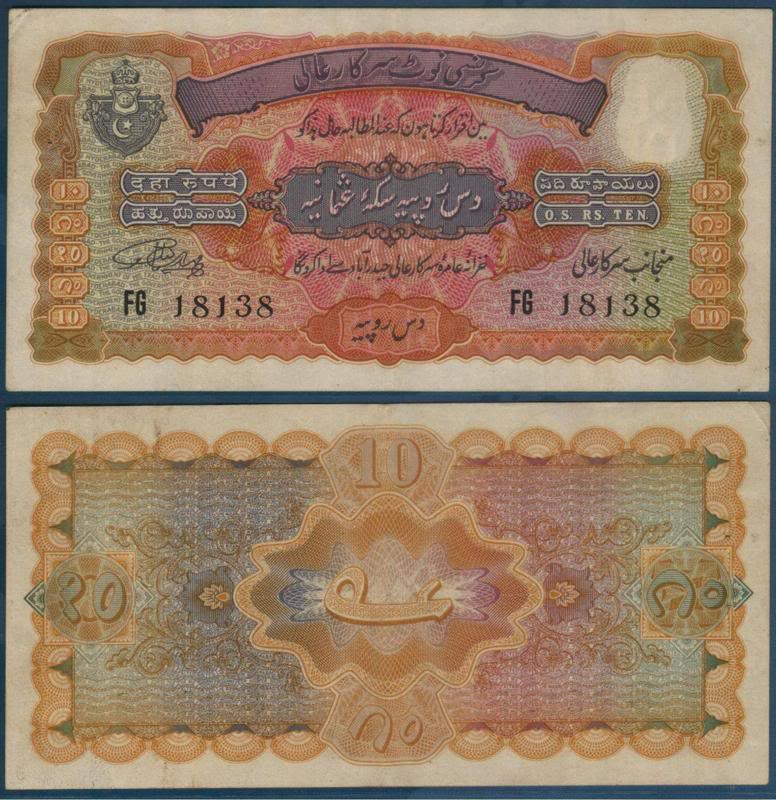
Billet de 10 roupies de la principauté de Hyderabad (1940), un exemple de monnaie locale

## Émissions monétaires en circulation

### Billets de banque
Ces billets sont émis par la Security Printing and Minting Corporation of India (en) sous le contrôle de la Banque de réserve de l'Inde. Ces billets ont la particularité de tous figurer à l'avers le portrait du Mahatma Gandhi. Ce sont les séries dites « Mahatma Gandhi », introduites en 1996, et qui ont remplacé les séries dites « Chapiteau aux lions (en) », produites depuis l'indépendance du pays et sur lesquelles figurait le chapiteau aux lions, emblème national. Une importante réforme en 2016 conduit à la circulation actuelle de deux séries de billets de ce type, l'ancienne série Mahatma Gandhi, émise entre 1996 et 2017, et la nouvelle série Mahatma Gandhi (en), émise depuis 2016.
Sur chaque billet, la valeur est inscrite en 15 langues différentes. Sur la face recto de chaque billet, la valeur est écrite en anglais et en hindi. Sur la face verso de chaque billet, il y a un tableau montrant 15 des 22 langues officielles de l'Inde. Ces langues sont imprimées par ordre alphabétique : assamais, bengali, gujarati, kannada, cachemiri, konkani, malayalam, marathi, népalais, oriya, pendjabi, sanskrit, tamoul, télougou et ourdou.
| Valeur (₹) | Dimensions (mm) | Couleur(s) principale | Recto                        | Verso          | Année d'émission          | Avers | Revers |
| ---------- | --------------- | --------------------- | ---------------------------- | -------------- | ------------------------- | ----- | ------ |
| 10         | 123 × 63        | Brun                  | Temple de Sûrya              | Mahatma Gandhi | 2018                      |       |        |
| 20         | 129 × 63        | Jaune                 | Ellorâ                       | Mahatma Gandhi | 2019                      |       |        |
| 50         | 135 × 66        | Cyan                  | Ensemble monumental de Hampi | Mahatma Gandhi | 2017                      |       |        |
| 100        | 142 × 66        | Lavande               | Rani-ki-Vav                  | Mahatma Gandhi | 2018                      |       |        |
| 200        | 146 × 66        | Jaune et orange       | Stupa de Sanchi              | Mahatma Gandhi | 2017                      |       |        |
| 500        | 150 × 66        | Gris                  | Fort Rouge                   | Mahatma Gandhi | changé le 8 novembre 2016 |       |        |

### Pièces de monnaie
L'Inde possède plusieurs ateliers monétaires sur son territoire, coordonnés par la Security Printing and Minting Corporation of India (en) : à Kolkata, Mumbai, Noida et Hyderabad.
|            | Description    | Description | Description      | Description               | Empreinte                               | Empreinte                                     | Année               | Année             | Images         |
| Valeur (₹) | Diamètre (mm)  | Masse (g)   | Composition      | Forme                     | Face                                    | Pile                                          | Début de production | Fin de production | Avers / Revers |
| ---------- | -------------- | ----------- | ---------------- | ------------------------- | --------------------------------------- | --------------------------------------------- | ------------------- | ----------------- | -------------- |
| 5 paisa    | 22 (diagonale) | 1,5         | Aluminium        | Carré aux angles arrondis | Sa valeur                               | Tracteur                                      | 1957                |                   |                |
| 10 paisa   | 16             | 2           | Acier inoxydable | Cercle                    | Emblème de l'Inde                       | Sa valeur                                     | 1961                |                   |                |
| 20 paisa   | 26             | 2           | Aluminium        | Hexagone                  | Emblème de l'Inde                       | Sa valeur                                     | 1982                |                   |                |
| 25 paisa   | 19             | 2,83        | Acier inoxydable | Cercle                    | Emblème de l'Inde                       | Rhinocéros                                    | 1988                |                   |                |
| 50 paisa   | 22             | 3,79        | Acier inoxydable | Cercle                    | Emblème de l'Inde                       | Carte de l'Inde, parlement de l'Inde          | 1988                |                   |                |
| 1          | 25             | 4,85        | Acier inoxydable | Cercle                    | Emblème de l'Inde, sa valeur en chiffre | Sa valeur, deux épis de blé                   | 1992                |                   |                |
| 1          | 25             | 4,85        | Acier inoxydable | Cercle                    | Emblème de l'Inde                       | Sa valeur, main montrant le pouce             | 2007                |                   |                |
| 2          | 26             | 6           | Cupronickel      | Hendécagone               | Emblème de l'Inde, sa valeur            | Intégration nationale                         | 1982                |                   |                |
| 2          | 27             | 5,62        | Acier inoxydable | Cercle                    | Emblème de l'Inde                       | Sa valeur, main montrant l'index et le majeur | 2007                |                   |                |
| 5          | 23             | 9           | Cupronickel      | Cercle                    | Emblème de l'Inde                       | Sa valeur                                     | 1992                |                   |                |
| 5          | 23             | 6           | Acier inoxydable | Cercle                    | Emblème de l'Inde                       | Sa valeur, lignes ondulées                    | 2007                |                   |                |
| 5          | 23             | 6           | Laiton           | Cercle                    | Emblème de l'Inde                       | Sa valeur, lignes ondulées                    | 2009                |                   |                |
| 10         | 28             | 8           | Bimétallique     | Cercle                    | Emblème de l'Inde, sa valeur            | Sa valeur en chiffre, lignes ondulées         | 2009                |                   |                |

## Symbole monétaire
Le 15 juillet 2010, le gouvernement indien a choisi un symbole monétaire (), qui serait dorénavant utilisé pour la roupie indienne. Il provient d'un assemblage du caractère devanagari र  (« Ra ») et du R majuscule romain sans la barre verticale. Il s'inspire d'autres symboles en vigueur pour la double barre horizontale (ex : €, ₤, ¥).
Ce symbole a été intégré à l'Unicode (₹).
Les symboles anciennement utilisés pour la roupie indienne étaient ₨, Re., ou रू, ou encore ரூ (en tamoul) ou రూ (telougou).

## Anciennes utilisations de la  roupie indienne et monnaies indexées
La roupie indienne a été utilisée en Birmanie britannique de 1852 à 1897, remplacée par la roupie de Birmanie ; à Ceylan avant l'adoption de la roupie de Ceylan en 1872 ; au Pakistan et au Bangladesh avant l'adoption de la roupie pakistanaise en 1948.
De 1959 à 1966, l'Inde et la Banque de réserve de l'Inde instituent la roupie du Golfe au taux de 1 pour 1 sur les territoires du Bahreïn, du Koweït, de Mascate et Oman, du Qatar et des États de la Trêve.
De nos jours la roupie népalaise et le ngultrum bhoutanais sont encore indexés sur la roupie indienne avec, respectivement, des parités fixes de 1,6/1 et 1/1 ; cette monnaie y circule librement.